# Молочко Анатолій Миколайович
Анатолій Миколайович Молочко (4 липня 1948 року) — український географ-картограф, кандидат географічних наук, професор Київського національного університету імені Тараса Шевченка.

## Біографія
Народився 4 липня 1948 року в селищі Маньківка Черкаської області. Закінчив у 1971 році Київський університет кафедра геодезії та картографії, занесений до Книги найкращих випускників університету, у 1975 році закінчив аспірантуру Сектора географії АН УРСР (нині Інститут географії НАН України). Працював у відділі картографії. У 1974—1991 роках викладав картографію за сумісництвом на кафедрі економічної географії Київського державного педагогічного інституту імені Максима Горького. У Київському університеті працює з 1990 року доцентом, з 1995 року завідувач кафедри геодезії та картографії, з 2003 року професор, у 1991—1994 та 1999 році заступник декана з навчальної роботи. У 1991—1995 роках за сумісництвом завідувач науково-дослідної лабораторії геодезії, картографії і фотограмметрії (нині науково-дослідна лабораторія картографії та геоінформатики). Науковий керівник держбюджетних тем. Кандидатська дисертація «Теорія і методика картографічного дослідження охорони атмосферного повітря від забруднення» захищена у 1989 році.
Основні напрями педагогічної діяльності: розробка освітніх програм і навчальних планів підготовки на географічному факультеті бакалаврів, спеціалістів, магістрів, зокрема напряму базової вищої освіти «Геодезія, картографія та землевпорядкування». Викладає нормативні та спеціальні курси: «Геодезія», «Топографія з основами геодезії», «Проектування та складання карт», «Основи наукових досліджень», «Картографічне моделювання», «Геоіконіка», «Основи топоніміки», «Метрологія і стандартизація», «Морська картографія», «Охорона праці».
Член Українського географічного товариства, член редколегій фахових видань: «Вісник геодезії та картографії», «Картографія та вища школа». Член методичної комісії Міністерства освіти і науки України з напряму освіти у сфері геодезії, картографії та землеустрою, член Вчених рад Київського університету. Підготував 2 кандидатів наук.

## Наукові праці
Сфера наукових досліджень: картографічне моделювання, прикладна геодезія. Найсуттєвішими здобутками є розробка питань теорії і методики системного картографування природних і соціально-економічних територіальних систем, зокрема в галузі раціонального природокористування, дослідження методології картографічного моделювання, удосконалення навчально-методичних планів і програм підготовки картографів в Україні, науково-організаційна та навчальна робота у вищих навчальних закладах. Основні наукові праці:
1. (рос.) Картографические исследования природопользования (теория и практика работ). — К., 1991 (у співавторстві).
2. Картографічне моделювання. — К., 1999 (у співавторстві).
3. Радіоелектронна геодезія. — К., 2001 (у співавторстві).
4. Геодезія. Статистична обробка та вирівнювальні обчислювання результатів вимірювань. — К., 2003 (у співавторстві).
5. Вища геодезія. Вирівнювання типових побудов тріангуляції. — К., 2004 (у співавторстві).
6. Картографія. — К., 2008 (у співавторстві).